# FrauenLand
FrauenLand ist eine Schweizer Frauenzeitschrift, die alle zwei Monate erscheint.

## Konzept
Das Magazin richtet sich an Frauen im ländlichen Raum. Der inhaltliche Schwerpunkt liegt bei Frauen-Portraits sowie bei zielgruppengerechten Gesellschafts-, Garten- und Ratgeberthemen. Herausgeberin ist die Schweizer Agrarmedien AG. FrauenLand will gemäss eigenem Anspruch «die authentischen Seiten des Landlebens» zeigen.

## Geschichte
Die erste Ausgabe des Magazins «FrauenLand» erschien im November 2002. Gegründet wurde die Zeitschrift von der Schweizer Agrarmedien GmbH (heute Schweizer Agrarmedien AG) und vom Schweizerischen Landfrauenverband (heute Schweizer Bäuerinnen- und Landfrauenverband SBLV). Das Ziel des Magazins war zum einen, den Landfrauen ein Magazin mit aktuellen, für sie relevanten Inhalten zu bieten. Zum anderen gab es einen eingehefteten Verbandteil mit regionalen Meldungen und Informationen über Aktivitäten sowie gesamtschweizerischen, politischen Stellungnahmen.
Ab dem Jahr 2007 beschränkte sich der Verbandteil auf zwei bis drei Seiten. Ein fixer Bestandteil wurde dafür das «Dossier Familie und Betrieb». Dieses richtete sich mit unterschiedlichen Themenschwerpunkten speziell an Bäuerinnen und wurde auch im landwirtschaftlichen Fachmagazins «die grüne» publiziert.
Seit dem Jahr 2015 hat FrauenLand eine neue Ausrichtung. Statt einem Fachmagazin für Bäuerinnen ist Frauenland seither eine Special-Interest-Zeitschrift für Frauen im ländlichen Raum. Der SBLV ist noch mit einer Doppelseite vertreten, die der Verband eigenständig betreut.